# Schloss Wiesberg

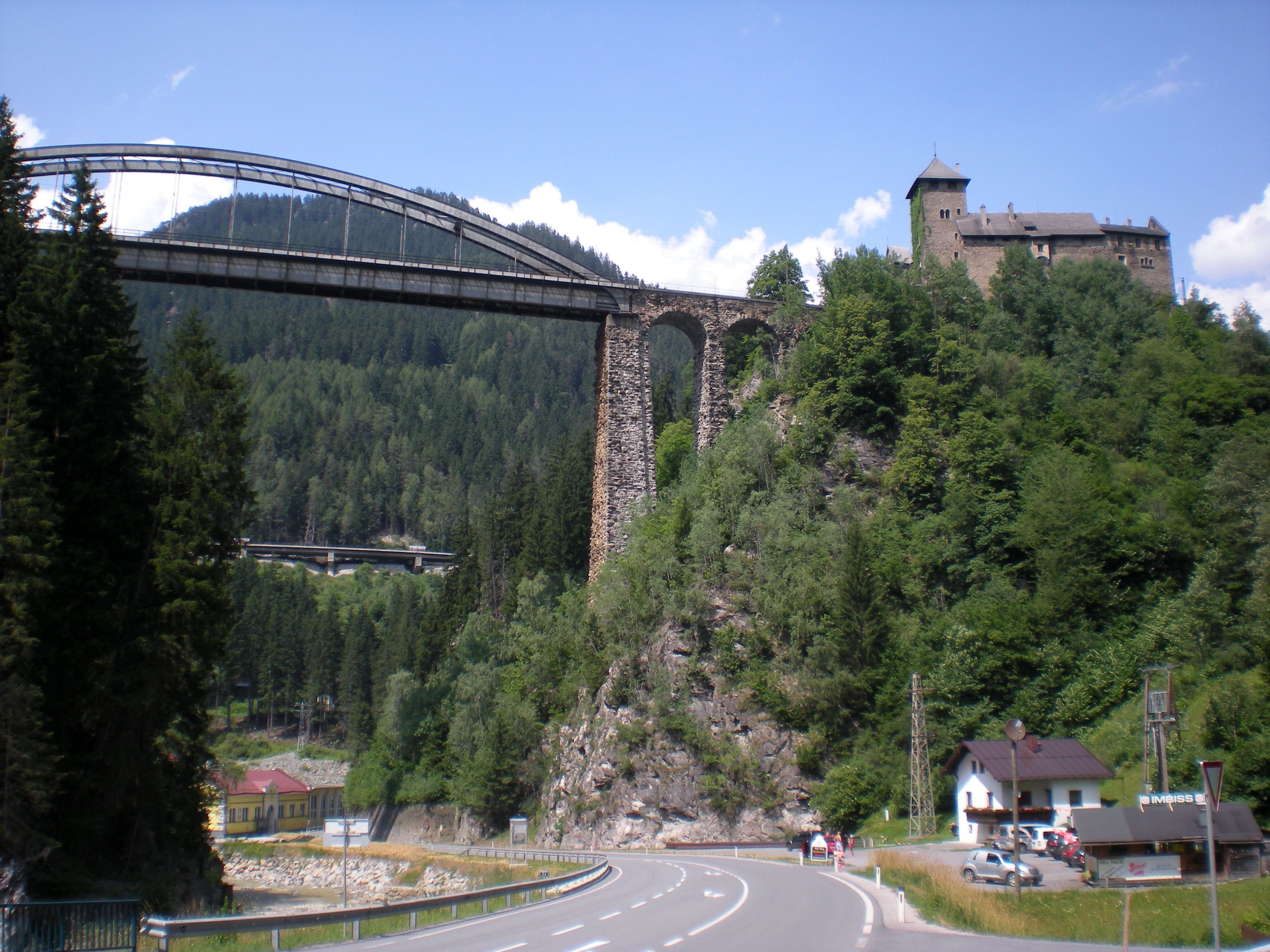
Schloss Wiesberg mit der Trisannabrücke

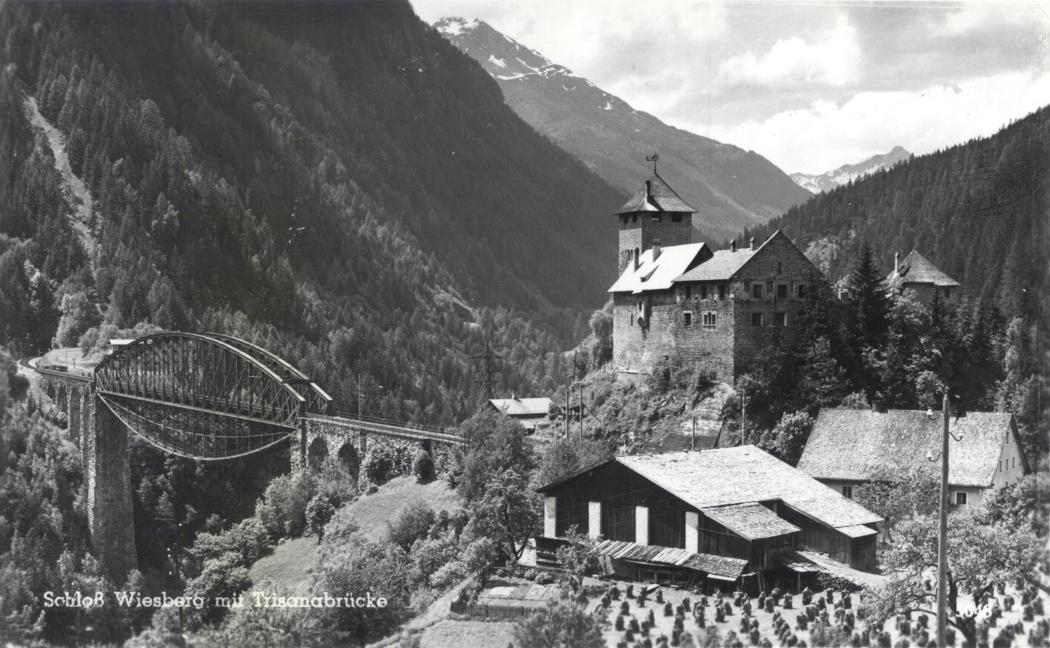
Schloss Wiesberg mit der Trisannabrücke

Schloss Wiesberg steht auf einem Felsen an der Trisanna, Gemeinde Tobadill, wo das Paznaun in das Stanzertal mündet. Die Burg wurde vermutlich durch das Hochstift Chur im 13. Jahrhundert erbaut und befindet sich heute in Privatbesitz.

## Geschichte
Ein Hugo von Wiesberg erschien 1271 in einer Urkunde des Schwickers von Reichenberg. 1292 sprachen Gebhard von Starkenberg und Johannes von Ramüss von iuren aen von Wisberc, eventuell kam Wiesberg auf dem Erbweg von einer Agnes von Montfort oder Agnes von Wiesberg an die Ramüss. Die Herren von Ramüss waren churische Ministeriale und ein Nanno von Ramüss († 1350) wird als Besitzer von Wiesberg genannt, ebenso scheint ein Hans von Ramüss-Wiesberg als Siegler von Urkunden aus den Jahren 1330 und 1331 auf. In diesem Jahr mussten der Degn von Villanders und Heinrich vor Musetz für angerichtete Schäden bei der Belagerung der Burg Ersatz leisten. 1350 versprach ein Voltger von Flachsberg dem Markgrafen Ludwig von Brandenburg, die Festung Wiesberg offen zu halten. Ende des 14. Jahrhunderts gehörte das Schloss den Grafen von Tirol und war als Lehen an die Rottenburger vergeben. Bei der Fehde Heinrichs VI. von Rottenburg mit Herzog Friedrich musste der Rottenburger seine Burg Rottenburg abtreten, Wiesberg verblieb aber in seinem Besitz. Nach dessen Tod erhob der Bischof von Chur wieder Ansprüche auf Wiesberg; diese wurden aber nicht anerkannt und Wiesberg wurde in das Tiroler Haupturbar als landesfürstliches Leben eingetragen und in der Folge von Pflegern verwaltet. Als solche sind zu nennen Steffan Eggsteiner (1411), Moritz Hergasser (1414), Ulrich Fulhin (1425). Danach wurde die Burg an Hans von Stuben und seine Gattin Elisabeth von Westernach verpfändet. 1431 wurde das Pfand von Herzog Friedrich zurückgezahlt und es folgten wieder Pfleger auf der Burg (1434 Hermann Gessler und Christian von Liechtenberg). Weitere Pfleger waren Erasm Gelter (1452), Balthasar Villinger (1465) und Paul Renntlein (1476).
1486 lösten Anton Schenk von Schenkenstein und seine Gattin Helene, Tochter des Jörg von Annenberg, von den Erben des letzten Pfandinhabers Hans Wiser Schloss Wiesberg ein. Danach folgten Hans Schenk von Schenkenstein und seine Frau Felicitas, Tochter des Wolfgang von Breysach. Während des Schwabenkrieges 1499 war die Burg strategisch wichtig im Kampf der Bündner und Eidgenossen gegen die kaiserlichen Truppen von Maximilian I., der nach verlorenen Gefechten 1500 und 1502 Frieden in Form einer Erbbereinigung (gültig bis zum Vertrag von Feldkirch 1641) unterzeichnete, in welcher auch die Grenzen zu den Drei Bünden festgehalten wurde. Noch 1520 übertrug Bischof Paul von Chur die Burg nach der gewonnenen Schlacht an der Calven an den militärischen Anführer Hertli von Capol, zusammen mit eroberten Lehen im Vinschgau. Es folgten dann im Rahmen der kaiserlichen Einigung weitere Besitzerwechsel. So gehörte das Schloss bis 1575 in der Familie Schenk von Schenkenstein, dann übernahm Georg von Freysing und 1588 Cyriak von Haidenreich. Unter letzterem war Michael Weinzirl und dann sein Sohn Andre Pfleger auf der Burg. Nach dem Tod des Cyriak kam Wiesberg an Carl von Stredele, Geheimer Rat und Herr auf Ober- und Niedermontan. Auf diesen folgten Christoff von Welsberg und danach Lelio Pecchio. Nach einem Intermezzo in landesfürstlichem Besitz ging Wiesberg 1679 an Johann Marx Georg von Clary und Aldringen. Verwalter auf Wiesberg war damals die Familie Fischer aus Landeck. 1777 verkaufte Karl von Clary-Aldringen die Burg seinem Schwager Theodor Peregrin von Wolkenstein-Rodenegg. 1809 fand in den Koalitionskriegen in der Nähe der Burg ein Gefecht zwischen örtlichen Schützen und bayerischen Truppen statt. 1813 plante die bayerische Regierung, die Burg von der damaligen Besitzerin Therese von Wolkenstein anzukaufen. Dieser Kauf unterblieb und Therese von Wolkenstein verpachtete 1815 das Schloss an Johann Josef Pfisterer von Grins, über dessen Vermögen nach seinem Tod († 1822) Konkurs eröffnet wurde. Zwischen 1835 und 1837 entbrannte zwischen Therese von Wolkenstein und der Landesregierung ein Streit über Reparaturen an landwirtschaftlichen Gebäuden von Wiesberg. 1837 verkaufte die Gräfin den Besitz an den Braunauer Schiffsmeister Michael Fink, der die Anlage sofort seiner Gattin Eleonore überschrieb. 1852 ging Wiesberg in das Eigentum des Aerars über, 1859 erwarb Martin Siegele, dessen Familie seit 1770 die Landwirtschaft des Schlosses bewirtschaftete, auch das Schloss. Um den Bau der Trisannabrücke ungestört durchführen zu können, kauften die österreichischen Staatsbahnen das bereits baufällige Areal. Die Kapelle (umgebaut 1595 und 1602 konsekriert vom Brixener Bischof Simon Feuerstein zu Ehren der Muttergottes) wurde exsekriert und abgerissen. 1887 erwarb Georg Auer, ein Bierbrauer aus Saalfelden, Wiesberg und begann mit Renovierungsarbeiten, die aber mit seinem Konkurs endeten. 1889 wurde das Schloss aus der Versteigerungsmasse von Hermann Landfried aus Heidelberg erworben. Er und sein Bruder Fritz leiteten die Generalsanierung des Schlosses ein. Auch heute noch ist das Schloss im Besitz der Familie Landfried.
Im Mai 1945 bezog das Armee-Oberkommando 24 der deutschen Wehrmacht das Schloss und begann von hier aus Waffenstillstandsverhandlungen mit den Amerikanern. In den Jahren nach dem Krieg betreute Emma Schmitthenner (Ehefrau von Paul Schmitthenner) bis 1950 das Schloss und zuerst die amerikanischen und später die französischen Besatzer.

## Schloss Wiesberg heute
Der mittelalterliche Bering aus dem 2. Drittel des 13. Jahrhunderts mit seinem trapezförmigen Grundriss und einer starken Bruchsteinmauer (bis zu 2,7 m) besteht heute noch fast vollständig. In der Westfront ist Opus spicatum zu erkennen. Der Bergfried mit seinem fast quadratischen Grundriss (7,8 bis 8,4 m) flankiert das Eingangstor; seine Eckseiten bestehen aus glatt behauenen Graniten, die im unteren Drittel aus dem Altbestand stammen, der Rest wurde bei Umbauten 1908 angefügt. Der Bergfried erhielt sein jetziges Pyramidendach erst 1908, nachdem er erhöht worden war. Ein Gebäude aus dem 15. Jahrhundert verbindet ihn mit einem kleinen Palas. In der nordwestlichen Ecke der bis zu 2,7 m dicken Ringmauer liegt eine ursprünglich 1420 erbaute Kapelle. Ein Zwinger mit Rondell und Schießscharten datiert aus der Zeit um 1500. Die Begrenzungsmauer wurde beim Umbau auf die heutige Höhe angehoben, dadurch wurde das alte Burgtor verschüttet und ist nur mehr von außen zu erkennen.